# Manuel Alejandro
Pour les articles homonymes, voir Álvarez, Beigbeder, Manuel Pérez (homonymie), Pérez et Alejandro.
Manuel Álvarez-Beigbeder Pérez (Jerez de la Frontera, 1933), connu artistiquement sous le nom de Manuel Alejandro est un compositeur, arrangeur, producteur de musique et chanteur espagnol. Il est l'un des musiciens hispanophones les plus prolifiques, avec plus de 500 chansons à son actif. Le succès lui est venu dans les années 1960, en tant qu'auteur des chansons les plus célèbres de Raphaël (« Yo soy ese », entre autres).  Il continue de récolter des triomphes dans les années 1970, écrivant pour des artistes tels que Nino Bravo, Julio Iglesias ou Rocío Jurado. Dans les années 1980 et 1990, il compose et produit des albums complets pour, entre autres interprètes, Isabel Pantoja, José Luís Rodríguez "El Puma", Plácido Domingo, Jeanette et les chanteurs mexicains José José. En 2008, il signe toutes les chansons de l'album « Complices » de Luis Miguel.

## Biographie
Il est originaire de Jerez de la Frontera (Cadix), où il est né le 20 février 1933 dans une famille nombreuse de 10 enfants. 
Il a étudié la musique au Conservatoire de Madrid. Dans cette ville, il a également étudié la philosophie. 
Ses débuts ont été difficiles. Il a commencé comme spécialiste des effets spéciaux à Cadena SER et pianiste dans des salles à Estoril. Dès son plus jeune âge, il s'est fait remarquer en tant que compositeur, arrangeur, chef d'orchestre, producteur et même chanteur solo.
Il a trois enfants d'un premier mariage avec Helena Gómez Estreda: Javier, Carlos et Patricia. De son second mariage avec Purificación Casas Romero, il a quatre filles : Sandra, Beatriz, Marian y Viviana.
Purificación Casas Romero (1946- ), deuxième épouse de Manuel Alejandro, signe comme auteur, conjointement à son époux, plusieurs compositions sous le pseudonyme d'Ana Magdalena en l'honneur de la seconde épouse de Johann Sebastian Bach, Anna Magdalena Wilcke.
Manuel Alejandro connait le succès durant les années 1960 en tant qu'auteur des chansons les plus célèbres du chanteur Raphael, pour qui il compose notamment « Yo soy aquel », « Cuando tú no estás » et « Cierro mis ojos ».
Au début des années 1970 il compose pour le célèbre artiste valencien Nino Bravo les chansons "Como todos", "Es el viento", "No debo pensar en ti" et "Quién eres tú". Il continue de remporter de grands succès durant cette décennie par l'intermédiaire des voix de Julio Iglesias, Rocío Jurado et même de Raphael, entre autres.
Dans les années 1980 et les années 1990, il compose et produit des albums pour : Raphael, Rocío Jurado, Isabel Pantoja, Julio Iglesias, Plácido Domingo, Hernaldo Zúñiga, José Luis Rodríguez "El Puma" et Jeanette.
Un des plus grands interprètes de Manuel Alejandro est José José, pour qui il réalise deux disques: Secretos (commercialisé en 1983, il est l'un des disques les plus vendus en Amérique Latine), Grandeza mexicana (1994) et "Príncipe de la Canción" où José chante en duo avec Manuel Alejandro lui-même la chanson "José y Manuel".
Il compose aussi des albums complets pour les chanteurs mexicains Emmanuel (Íntimamente... [1980]; Emmanuel [1984]) et Luis Miguel avec qui il sort récemment sa dernière production intitulée Cómplices.
En tant que chanteur il enregistre 3 albums; un en 1972 avec la maison de disques RCA et deux autres avec Ariola en 1973 et 1974. Il produit deux compilations de ses meilleurs titres; une avec Ana Magdalena (surnom artistique de Purificación Casas Romero) dans un double LP nommé Amor grande, Alejandro "El Grande" et récemment, un autre intitulé "Etiqueta Negra". En 1968 il enregistre un LP chez Hispavox, avec des versions instrumentales des chansons à succès de Raphael et un autre LP instrumental en 1969 avec des chansons de style baroque.

## Récompenses
Il reçoit le prix d'honneur dans les "Premios de la Música" en 2008 et un Latin Grammy Awards pour sa carrière, la même année.
En mai 2012, après près de 30 ans, deux grands noms de la musique espagnole, Raphael et Manuel Alejandro, se sont retrouvés avec 12 nouvelles chansons.
En 2013, il reçoit la Médaille d'or du mérite des beaux-arts par le Ministère de l'Éducation, de la Culture et des Sports. Il a reçu les prix les plus importants de sa carrière, proposés pour plusieurs académies d'art, décernés par diverses universités et est proposé pour nomination en tant que fils préféré de la ville de Jerez le 2 décembre 2020.

## Quelques grands succès composés par Manuel Alejandro
- Luis Miguel
  - Si Te Perdiera; Al Que me Siga
- José Luis Rodríguez "El Puma"
  - Dueño de nada, Amigo amor (en duo avec Rocío Jurado), Este amor es un sueño de locos; Esperate, Por si volvieras, Te propongo separarnos
- Julio Iglesias
  - Así nacemos, Niña, Manuela, Voy a perder la cabeza por tu amor
- José José
  - El amar y el querer, Será, El más feliz del mundo, Lo dudo, El amor acaba, A esa, Grandeza mexicana, Nadie como ella, Voy a llenarte toda, Entre ella y tú, Lágrimas, He renunciado a ti
- Hernaldo Zúñiga
  - Procuro olvidarte, Insoportablemente bella, Amor de tantas veces, Ven con el alma desnuda, Ese beso que me has dado
- Emmanuel
  - Quiero dormir cansado, Todo se derrumbó dentro de mí, Insoportablemente bella, El día que puedas, Esa triste guitarra, Caprichosa María, Este terco corazón, Tengo mucho que aprender de ti, Venga, Cuando no es contigo, Pobre diablo, Aquí no hay sitio para ti, Hay que arrimar el alma, Detenedla ya
- Nino Bravo
  - Es el viento, Como todos, No debo pensar en ti, ¿Quién eres tú? (LP 1970 Polydor)
- Rocío Jurado
  - Mi bruto bello, Lo sabemos los tres, Señora, Distante, Ese hombre[6], Lo siento mi amor, A que No te vas, Si amanece, Vibro.
- Raphael
  - Yo soy aquel; Que sabe nadie; Como yo te amo; Amor mío; Provocación; En carne viva; Desde aquel día; Estar enamorado; Cuando tú no estás; No puedo arrancarte de mi, De México a California
- Jeanette
  - Soy rebelde (LP "Palabras, Promesas" 1972 Hispavox), Viva el pasodoble, Frente a frente, Corazón de poeta, El muchacho de los ojos tristes, Cuando estoy con él, Toda la noche oliendo a ti.
- Marisol
  - Niña, Háblame del mar marinero
- Plácido Domingo
  - Sevilla, El grito de América, Canción para una reina, Él necesita ayuda
- Lupita D'Alessio
  - No lo Puedes Negar
- Angélica María
  - Ayúdame A Pasar La Noche
- Manoella Torres
  - Si Supieras
- Lolita Flores
  - Si la Noche de Anoche Volviera

## Discographie

### Disques contenant quelques chansons composées et/ou produites par Manuel Alejandro
- Eugenia León
  - El Fandango Aqui 1985 Polydor Polygram (Cette chanson est de Marcial Alejandro)
- Rocío Jurado
  - Sevilla 1992 Sony Music
  - De Ahora en Adelante 1978 RCA
  - Señora 1979 RCA
  - Paloma Brava 1985 EMI-Odeón
- Raphael
  - Raphael (Premier EP en 1961) Philips, 4 canciones.
  - Canta… (B.O.F. Cuando tú no estás) LP 1966 Hispavox
  - B.O.F. Al ponerse el sol, LP 1967 Hispavox
  - B.O.F. Digan lo que digan, LP 1968 Hispavox
  - B.O.F. El golfo, LP 1968 Hispavox
  - Algo más…, LP 1971 Hispavox
  - Volveré a nacer, LP 1972 Hispavox
  - Amor mío, LP 1974 Hispavox
  - Y Sigo mi camino; LP 1980 Hispavox
  - En Carne Viva; LP 1981 Hispavox
  - Enamorado de la vida
  - No puedo arrancarte de mí; LP 1983 Hispavox
  - Toda una Vida; LP 1986 Hispavox
  - Ave Fénix; LP 1992 Sony
  - Fantasía; CD 1994 Sony
  - Punto y Seguido; CD 1997 Polygram
  - Cerca de ti; CD 2006 EMI
- Johnny Mathis
  - Cuando vuelvas a casa, LP CBS 1984
- Gloria
  - Gloria, LP 1972 Movieplay (Trois chansons seulement)
  - Gloria (De cuando en cuando), LP 1973 Movieplay
  - Un cielo llamado…, LP 1981 Movieplay (Deux chansons seulement)
- Marisol
  - Háblame del mar, marinero, LP 1976 Zafiro
- Miguel Ángel
  - Manuela, LP 1975 Movieplay
- Nino Bravo
  - Te quiero, te quiero 1970 Fonogram
- Plácido Domingo
  - Soñadores de España
  - Entre dos mundos, CD Sony 1992
- Pecos Kanvas
  - Procuro olvidarte
- Varios Artistas
  - BSO Sor Ye-Yé, LP 1968 Discos Acuariun
- Vicky Leandros
  - Oh! mi mama, LP CBS 1978
- Basilio
  - Cisne Cuello Blanco, Cisne Cuello Negro
- Lolita
  - Espérame LP CBS 1978

### Albums de reprises de Manuel Alejandro
- Ray Conniff
  - Interpreta 16 Exitos De Manuel Alejandro (Sony,1989)
- Raphael
  - Toda una vida, LP 1986 Hispavox (Hommage du "Ruiseñor de Linares" à Manuel Alejandro)
- Pandora
  - En Carne Viva, CD 2002 WEA

### Disques entièrement composés, orchestrés et dirigés par Manuel Alejandro
- Raphael
  - En Carne Viva 1981 Hispavox (En Carne Viva; Qué Sabe Nadie; Que Tal Te Va Sin Mí; Estar Enamorado)
  - Enamorado de la Vida 1983 Hispavox (Provocación; No Puedo Arrancarte De Mí)
- Marisol
  - Háblame del mar marinero 1976
- José Luis Rodríguez "El Puma"
  - Una Canción de España 1978 ARIOLA España (Voy a Perder la Cabeza por Tu Amor; Espérate; Tu)
  - Por Si Volvieras 1979 ARIOLA España (Por Si Volvieras; Este Amor es un Sueño de Locos; Dulcemente Amargo)
  - Dueño de Nada 1982 CBS (Dueño de Nada; Hay Muchas Cosas que me Gustan de Ti; Un Toque de Locura; Te Propongo Separarnos)
  - Piel de Hombre 1992 Sony Music (Piel de Hombre; Torero (dueto con Julio Iglesias); Vale la Pena Volver)
- Julio Iglesias
  - Un Hombre Solo 1987 CBS (Lo Mejor de Tu Vida; Te Voy a Dejar de Querer; Que no se Rompa la Noche)
- Hernaldo Zúñiga
  - Hernaldo, El Original 1980 Columbia (Procuro Olvidarte; Insoportablemente Bella; Amor de Tantas Veces)
- José José
  - Secretos 1983 Ariola (Lo Dudo; El Amor Acaba; A Esa; Lágrimas; He Renunciado a Ti; Cuando Vayas Conmigo)
  - Grandeza Mexicana 1994 BMG Ariola (Grandeza Mexicana)
- Plácido Domingo
  - Sevilla; Soñadores de España
- Jeanette
  - Corazón de Poeta 1981 RCA (Frente a Frente; Corazón de Poeta; Toda la Noche Oliendo a Ti; El Muchacho de los Ojos Tristes)
- Emmanuel
  - Íntimamente… 1980 RCA (Insoportablemente Bella; Quiero Dormir Cansado; Tengo Mucho que Aprender de Ti; El Día que Puedas; Con Olor a Hierba; Esa Triste Guitarra; Caprichosa Maria; Este Terco Corazón; Todo Se Derrumbo Dentro De Mi)
  - Emmanuel 1984 RCA (Pobre Diablo, Detenedla Ya; Hay que Arrimar el Alma)
  - Amor Total 1996 Polygram (Amor Total)
- Rocío Jurado
  - De Ahora en Adelante 1978 RCA (Si Amanece; Lo Siento Mi Amor; Mi Amante Amigo; Si te Habla de Mí)
  - Señora 1979 RCA (Señora; Como Yo te Amo; Ese Hombre; Algo Se me fue Contigo)
  - Paloma Brava 1985 EMI-Odeón (Se nos Rompió el Amor, Como Siempre que no Estás)
- Isabel Pantoja
  - De Nadie 1993 (Caballo de Rejoneo; Desde que Vivo con Otro; Porque me Gusta a Morir;, De Nadie; Así No se Juega al Amor; Quédate a Dormir Conmigo; La Luz Está en el Sur;, Todo Sigue Igual;, Con la Gente que me Gusta; Hay que Sembrar en Navidad)
- Falete
  - Puta Mentira 2006 (Amor de hecho, Sevilla)
- Luis Miguel'
  - Cómplices 2008 WEA (Si tú te Atreves)